# بال‌لی (کاهتا)
بال‌لی {{ترکی|Ballı) (به ارمنی: Հութ) 
(به زازاکی: Hut) یک منطقهٔ مسکونی در ترکیه است که در کاهتا واقع شده‌است.